# Krościenko (gromada w powiecie ustrzyckim)
Krościenko – dawna gromada, czyli najmniejsza jednostka podziału terytorialnego Polskiej Rzeczypospolitej Ludowej w latach 1954–1972.
Gromady, z gromadzkimi radami narodowymi (GRN) jako organami władzy najniższego stopnia na wsi, funkcjonowały od reformy reorganizującej administrację wiejską przeprowadzonej jesienią 1954 do momentu ich zniesienia z dniem 1 stycznia 1973, tym samym wypierając organizację gminną w latach 1954–1972.
Gromadę Krościenko z siedzibą GRN w Krościenku utworzono – jako jedną z 8759 gromad na obszarze Polski – w powiecie ustrzyckim w woj. rzeszowskim na mocy uchwały nr 35/54 WRN w Rzeszowie z dnia 5 października 1954. W skład jednostki weszły obszary dotychczasowych gromad Krościenko i Liskowate ze zniesionej gminy Krościenko, obszar dotychczasowej gromady Stebnik ze zniesionej gminy Jasień oraz obszar dotychczasowej gromady Jureczkowa ze zniesionej gminy Wojtkowa w tymże powiecie. Dla gromady ustalono 11 członków gromadzkiej rady narodowej.
30 czerwca 1960 z gromady Krościenko wyłączono wieś Jureczkowa, włączając ją do gromady Wojtkowa w tymże powiecie.
W 1971 roku gromada Krościenko liczyła 416 mieszkańców, zamieszkujących miejscowości: Krościenko (268), Liskowate (148), Stebnik (0), Steinfels (0), Wolica (0) i Wyżne (0).
1 listopada 1972, w związku ze zniesieniem powiatu ustrzyckiego, gromada weszła w skład nowo utworzonego powiatu bieszczadzkiego w tymże województwie.
Gromada przetrwała do końca 1972 roku, czyli do kolejnej reformy gminnej.